# Goro (woreda, Bale)
Pour les articles homonymes, voir Goro.
Goro est un woreda du sud de l'Éthiopie. Situé dans la zone Bale de la région Oromia, il compte 83 106 habitants en 2007 et porte le nom de son chef-lieu, Goro.

## Géographie
Le woreda s'étend autour de son chef-lieu Goro, dans la zone Bale. La seconde agglomération du woreda, Meliyu, se trouve dans l'ouest du woreda sur la route de Robe.
L'altitude approche 1 800 m à Goro et 2 200 m à Meliyu.
|         | Ginir      |             |
| Sinana  | Goro       | Dawe Kachen |
| Berbere | Guradamole |             |

## Histoire
À la création de la zone Bale, le grand woreda Goro d'origine s'étend vers l'est jusqu’à la région Somali, englobant l'actuel woreda Dawe Kachen.
Dawe Kachen se détache de Goro avant le recensement  national de 2007, il reste dans la zone Bale au moins jusqu'en 2015. 
Avec la séparation récente des zones Bale et Est Bale, Goro et Dawe Kachen se rattachent à deux zones différentes dans la région Oromia : Goro reste dans la zone Bale mais devient limitrophe de la zone Est Bale, tandis que Dawe Kachen se rattache à la zone Est Bale,.

## Démographie
En 2006, l'Atlas of the Ethiopian Rural Economy estime la densité de population entre 11 et 25 personnes par km2 sur le grand woreda englobant les actuels woredas Goro et Dawe Kachen.
D'après le recensement national réalisé en 2007 par l'Agence centrale de la statistique d'Éthiopie, le woreda Goro compte 83 106 habitants dont 10 % de citadins.
La majorité des habitants du woreda (81 %) sont musulmans, 18 % sont orthodoxes.
Les agglomérations recensées sont le chef-lieu Goro avec 5 298 habitants et Meliyu avec 3 233 habitants.
En 2022, la population du woreda est estimée à 121 943 personnes avec une densité de population de 80 personnes par km2 et 1 515 km2 de superficie.